# Сулуху, Самия
Самия Сулуху Хасан (суахили Samia Suluhu Hassan; род. 27 января 1960, Макундучи, Султанат Занзибар) — танзанийский политический и государственный деятель. Лидер партии «Чама Ча Мапиндузи». Президент Танзании с 19 марта 2021 года. Первая женщина на этой должности. В прошлом — вице-президент Танзании (2015—2021) при президенте Джоне Магуфули, первая в истории Танзании женщина на этой должности. Депутат парламента Танзании (2010—2015).

## Ранние годы
Самия Хасан Сулуху родилась в султанате Занзибар. После завершения учёбы в 1977 году была принята на работу клерком в министерство планирования и развития. В 1986 году окончила Институт развития менеджмента (ныне Университет Мзумбе) с дипломом в области государственного управления.
Затем Самия работала на проекте, финансируемом Всемирной продовольственной программой. Между 1992 и 1994 годами она училась в Университете Манчестера, выпустившись со степенью магистра в области экономики. В 2015 году Сулуху получила степень магистра в области экономического развития посредством совместной программы Открытого университета Танзании и Университета Южного Нью-Гэмпшира.

## Политическая карьера

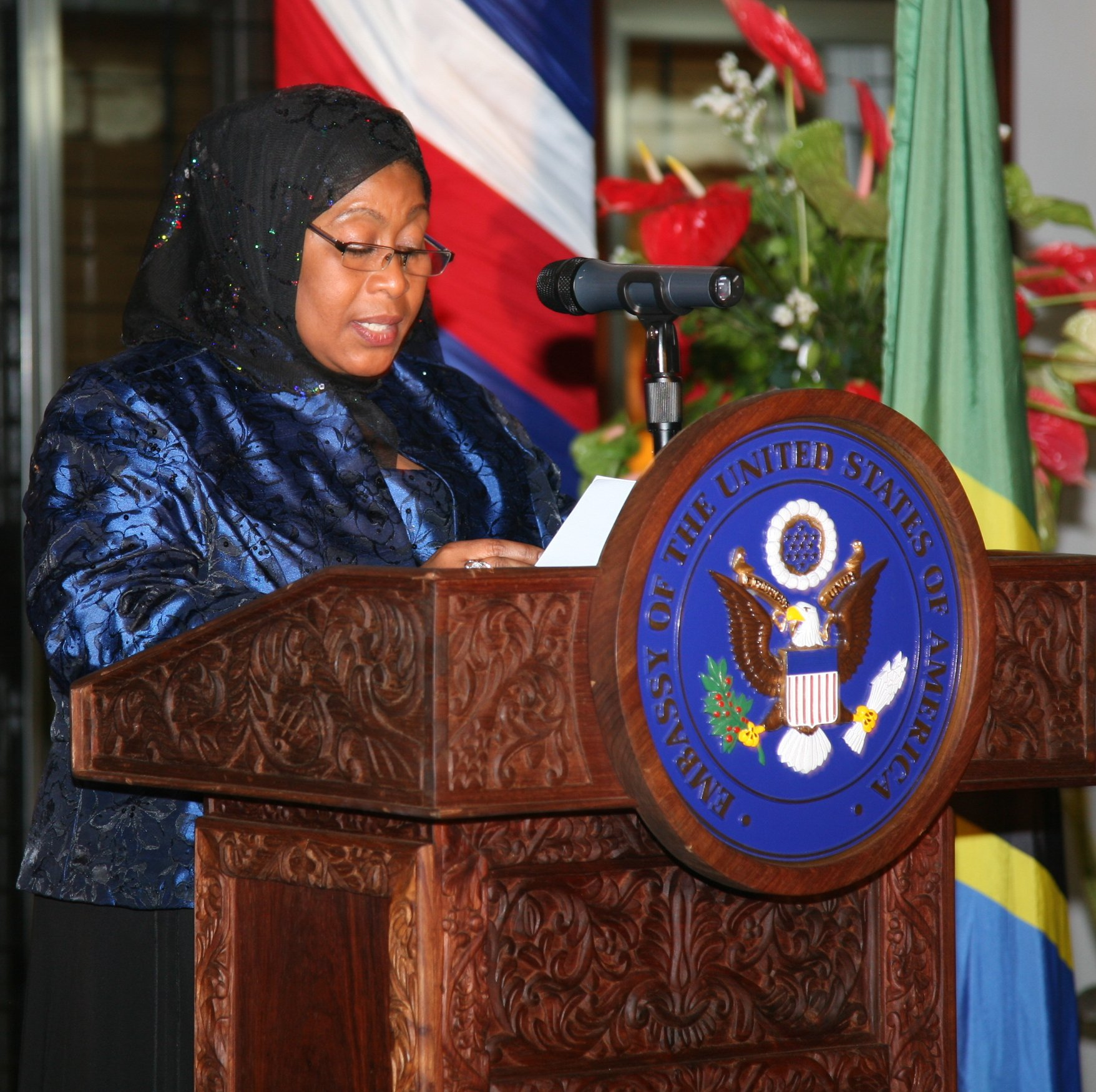
Самия Сулуху в посольстве США в Дар-эс-Саламе (2011)

По результатам выборов 2000 года избрана в Палату представителей Занзибара полуавтономного региона Занзибар. Президент Занзибара Амани Каруме назначил её министром в кабинете вице-президента по вопросам союза в Революционном совете, стала единственной высокопоставленной женщиной в его кабинете. После переизбрания на выборах 2005 года вновь была назначена министром, но уже на другую должность.
В 2010 году была избрана в Национальное собрание от округа Макундучи, получив более 80 % голосов. Президент Джакайя Киквете назначил её министром по делам Союза.
В 2014 году была избрана заместителем председателя Учредительного собрания, которому поручено подготовить проект новой конституции страны.
В июле 2015 года кандидат в президенты от правящей социалистической партии Чама Ча Мапиндузи Джон Магуфули назвал её в качестве своего напарника на выборах 2015 года. Их тандем победил на президентских выборах.
В связи с кончиной президента Танзании Джона Магуфули от COVID-19 17 марта 2021 года, Сулуху, как вице-президент, была приведена к присяге в качестве президента 19 марта 2021 года. Она будет занимать эту должность до конца второго пятилетнего срока Магуфули. После приведения к присяге Сулуху официально стала шестым президентом Танзании. Она также стала первой женщиной, занявшей этот пост в стране и одной из двух действующих женщин-глав государств в Африке, наряду с президентом Эфиопии Сахле-Ворк Зевде.
В сентябре 2021 года Самиа Сулуху подтвердила, что намерена баллотироваться в президенты в 2025 году и, таким образом, стать первой избранной женщиной-президентом страны в случае победы.

## Личная жизнь
В 1978 году Сулуху вышла замуж за Хафида Амира, ранее работавшего специалистом по сельскому хозяйству. У них четверо детей. Её дочь Мвану Хафид Амир (род. 1982), второй ребёнок супругов, является членом Палаты представителей Занзибара.